# Alligatorschildkröten
Die Alligatorschildkröten (Chelydridae) sind eine Familie der Schildkröten mit fünf oder sechs rezenten Arten in zwei Gattungen in Nordamerika, Mittelamerika und im Norden Südamerikas. Dabei handelt es sich um die Schnappschildkröten (Chelydra) und die Geierschildkröten (Macrochelys). Daneben sind etliche Arten fossil überliefert.

## Merkmale
Die heute lebenden Alligatorschildkröten sind sehr große und kompakt gebaute Schildkröten mit einem kräftigen Rückenpanzer (Carapax). Die Schnappschildkröte erreicht eine Größe von etwa 45 Zentimetern bei einem Gewicht von durchschnittlich 15 bis maximal etwa 30 Kilogramm, während die Geierschildkröte bei einer maximalen Panzerlänge von fast 70 Zentimetern bis zu 100 Kilogramm wiegen kann und somit eine der größten Süßwasserschildkröten weltweit ist. Beide Arten besitzen kräftige Kiefer und können, wie alle Halsberger-Schildkröten, ihren Kopf, die Beine und den Schwanz unter den Panzer ziehen.

## Verbreitung
Die Schnappschildkröten kommen von Kanada über die USA und Mittelamerika bis in den Norden Südamerikas nach Ecuador vor und leben in langsam fließenden Gewässern mit morastigem Grund. Die Geierschildkröten leben ausschließlich im Bereich des Mississippi River und dessen größeren Zuflüssen.

## Lebensweise

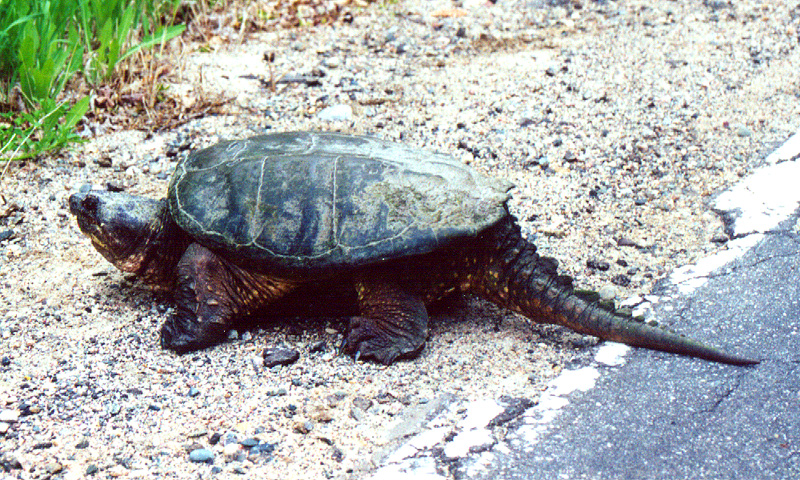
Schnappschildkröte (Chelydra serpentina)

Alle Arten der Alligatorschildkröten leben im Süßwasser größerer, langsam fließender Ströme mit schlammigem Bodengrund. Sie jagen nach Fischen und anderen Tieren, indem sie sich im Schlamm einwühlen und ihre rot gefärbte Zunge ausstrecken, um angelockte Fische zu schnappen. Ansonsten wühlen sie im Schlamm und suchen nach Benthosorganismen sowie Kadavern und Wasserpflanzen.
Zur Eiablage gehen die Tiere an Land und vergraben ihre 10 bis 40 Eier im lockeren Boden, wo nach etwa 70 bis 80 Tagen die Jungtiere schlüpfen.

## Stammesgeschichte und Systematik
Vertreter der Alligatorschildkröten sind fossil bis in die späte Kreidezeit nachgewiesen und haben weite Teile der nördlichen Hemisphäre (Asien, Europa und Nordamerika) bewohnt. Das älteste Fossil stammt dabei von Emarginachelys cretacea aus dem Maastrichtium vor etwa 70 Millionen Jahren im heutigen Montana. Aus dem späten Paläozän des heutigen North Dakota stammt das sehr gut erhaltene Fossil von Protochelydra zangerli mit sehr hohen Domen auf dem Rückenpanzer als Anpassung zum Schutz vor schildkrötenjagenden Krokodilen dieser Zeit. Aus der Gattung Chelydropsis sind mehrere fossile Arten vom Oligozän bis zum Pliozän in Europa nachgewiesen.

### Systematik
Rezent gibt es fünf oder sechs Arten der Alligatorschildkröten, die zwei Gattungen zugeordnet werden:
- Schnappschildkröten (Chelydra Schweigger, 1812)
  - Südamerikanische Schnappschildkröte (Chelydra acutirostris Peters, 1862)
  - Mittelamerikanische Schnappschildkröte (Chelydra rossignonii (Bocourt, 1868))
  - Schnappschildkröte (Chelydra serpentina (Linnaeus, 1758))
- Geierschildkröten (Macrochelys J. E. Gray, 1856)
  - Apalachicola-Geierschildkröte (Macrochelys apalachicolae Thomas, Granatosky, Bourque, Krysko, Moler, Gamble, Suarez, Leone & Roman, 2014[1]; Artstatus umstritten da keine diagnostischen Unterschiede zu Macrochelys temminckii vorliegen[2])
  - Suwannee-Geierschildkröte (Macrochelys suwanniensis Thomas, Granatosky, Bourque, Krysko, Moler, Gamble, Suarez, Leone & Roman, 2014[1])
  - Geierschildkröte (Macrochelys temminckii Troost, 1835)

## Wirtschaftliche Bedeutung
Sowohl die Schnappschildkröten als auch die Geierschildkröten werden in ihrer Heimat bejagt. Das Fleisch der Tiere gilt als lokale Delikatesse und wird entsprechend gern zubereitet und gegessen.